# Ezkurra
Ezkurra – gmina w Hiszpanii, w Nawarze, o powierzchni 23,7 km². W 2011 roku gmina liczyła 164 mieszkańców.